# Acianthera gracilisepala
Acianthera gracilisepala  es una especie de orquídea. Es originaria de Paraná en Brasil donde se encuentra en la Mata Atlántica.

## Taxonomía
Acianthera gracilisepala fue descrita por (Brade) Luer   y publicado en Monographs in systematic botany from the Missouri Botanical Garden 95: 253. 2004.
Etimología
Acianthera: nombre genérico que es una referencia a la posición de las anteras de algunas de sus especies.
gracilisepala: epíteto latín que significa "con bellos sépalos".
Sinonimia
- Pleurothallis gracilisepala Brade	[5][6]